# Joachim Heinrich Pries der Ältere
Joachim Heinrich Pries (auch: der Ältere; * 12. November 1714 in Rostock; † 1. August 1763 ebenda) war ein deutscher lutherischer Theologe und Philosoph.

## Leben
Pries war der Sohn des gleichnamigen Rostocker Ratsherrn und späteren Bürgermeisters Joachim Heinrich Pries (1681–1763) und dessen erster Ehefrau Dorothea Elisabeth, geb. Wolfleff (1694–1716) aus Neubrandenburg. Nach erstem Privatunterricht kam er 1728 auf das Güstrower Gymnasium. Das 1732 an der Universität Rostock begonnene Theologiestudium schloss er 1735 mit einer Dissertation „über die Verdienste des Philipp Melanchthon um die Universität Rostock“. 1736 wechselte er an die Universität Jena zu weiteren Theologiestudien. 1739 habilitierte er sich in Rostock mit der Schrift „de immortalitate animae, in systemate influxus physici salva“, nachdem er bereits 1738 von der Philosophischen Fakultät die Magisterwürde erhalten hatte. In den folgenden Jahren gab er als Privatdozent Vorlesungen in Metaphysik, Moral, geistlicher Beredsamkeit und Philosophie. 1743 erhielt er die Stelle des Pastors der St. Johannis- sowie der St. Georgkirche. Ab 1743 wurde er daneben auch rätlicher ordentlicher Professor für Moral. 1749 erlangte er den Dr. theol. 1758 wurde er zum Pastor der Marienkirche in Rostock ernannt. Zwischen 1747/48 und 1757/58 war er fünfmal Dekan der Philosophischen Fakultät, 1753/54 Prorektor und 1762 Rektor der Universität Rostock.
Pries war ab 1743 verheiratet mit Sophie Wendula Petersen (1724–1771). Sein gleichnamiger Sohn Joachim Heinrich Pries der Jüngere (1747–1796) wurde ebenfalls Theologe und Professor in Rostock. Sein älterer Bruder Johann Friedrich Pries (1710–1781) war Tuchhändler in Rostock. Aus der zweiten Ehe seines Vaters mit Katharina Margarethe Meusling (1698–1733) hatte er den Halbbruder Johann Gabriel Pries (1724–1788), ein Magister, Lehrer und Rektor am Güstrower Gymnasium.

## Schriften
- De Philippi Melanchthonis in Academian Rostochienssem meritis, 1735 (online)
- De immortalitate animae, in systemate influxus physici salva, 1739
- Von der Gelehrsamkeit als einer nöthigen Eigenschaft eines geistlichen Redners, wieder einige Einwürfe vertheidigt, 1741
- Disputatio exegetico-theologica, eaque inauguralis, De non-consummatis patribus V.T. ad dictum Pauli in Epist. ad Hebr. XI. 39. 40. Adler, Rostock 1749